# Asia de Vest

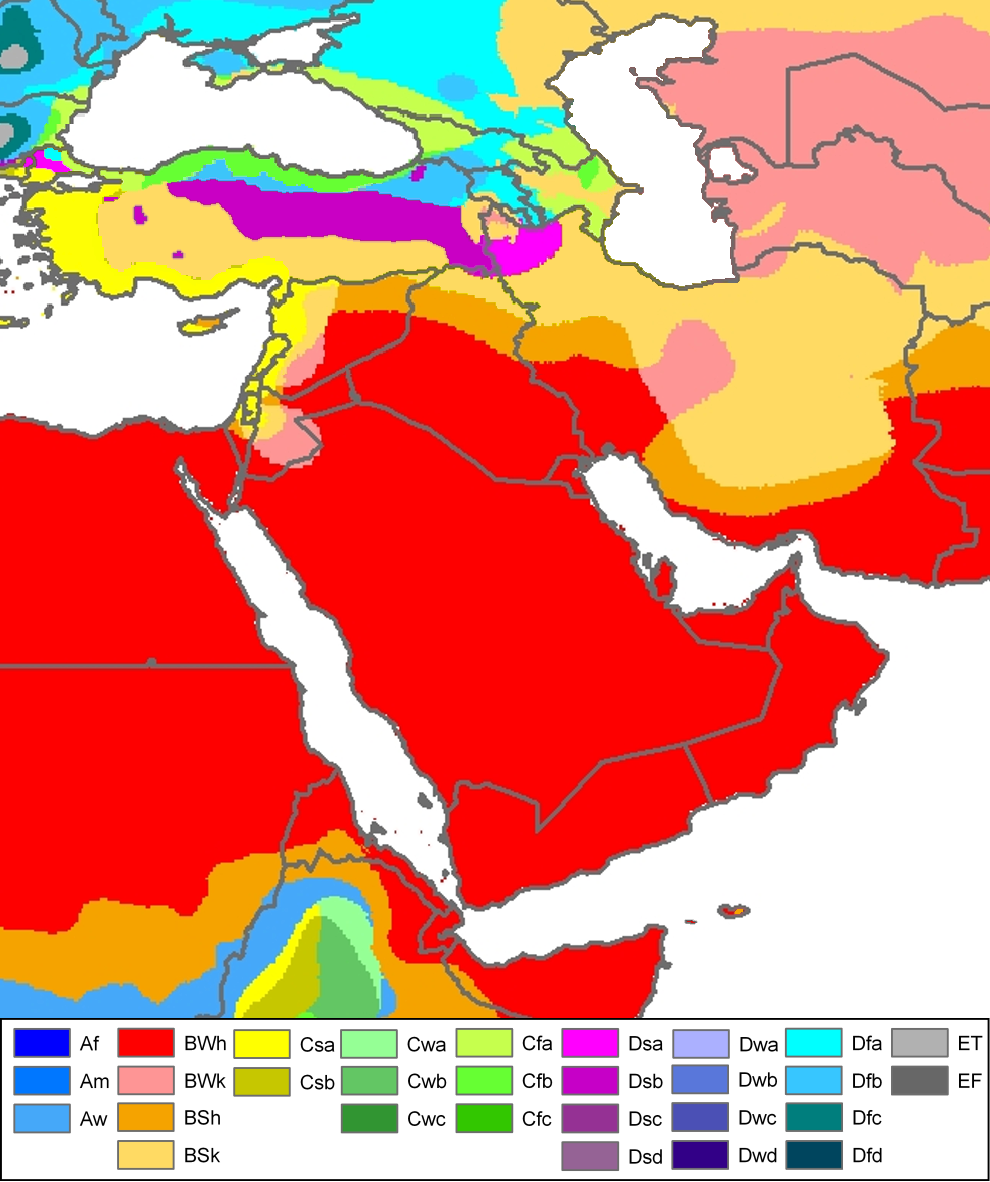
Harta Köppen a Asiei de Vest.

Asia de Vest sau Asia de Sud-Vest este cea mai vestică regiunea a Asiei. 

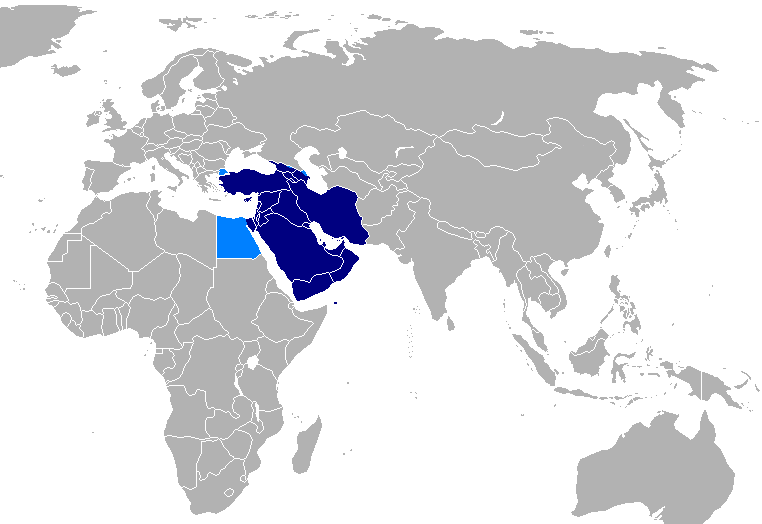
Asia de Vest